# Walter Wagner
Walter Wagner (Berlino, 25 giugno 1907 – Berlino, 29 o 30 aprile 1945) è stato un notaio tedesco, noto per aver sposato Adolf Hitler con Eva Braun nel Führerbunker il 29 aprile 1945.

## Biografia
Walter Wagner era un avvocato e membro del NSDAP. Era conosciuto da Joseph Goebbels, che aveva precedentemente lavorato con lui a Berlino. Non appena i sovietici si avvicinarono a Berlino, fu arruolato in un'unità territoriale del Volkssturm che presidiava la Potsdamer Platz, vicino alla Cancelleria del Reich. Quando Hitler riferì a Goebbels la sua intenzione di sposarsi, questi convocò Wagner al Führerbunker. Quando arrivò, il 28 aprile, scoprì che non era disponibile l'appropriata documentazione. La sera di quello stesso giorno, Wagner ottenne la documentazione e fu in grado di celebrare la cerimonia appena dopo la mezzanotte. Il matrimonio vide come testimoni di nozze Goebbels e Martin Bormann. Subito dopo Wagner ritornò alla propria unità, dove dovette sostituire il suo comandante (un suo collega avvocato, Erich Illing) ferito gravemente in un combattimento contro alcuni carri armati sovietici. Fu ucciso in combattimento il 29 od il 30 aprile 1945 a Berlino mentre comandava la sua compagnia nei pressi della Anhalter Bahnhof. Il suo corpo non fu mai ritrovato.

## Nella cultura di massa
La scena del matrimonio di Hitler è stata rappresentata nei film: Gli ultimi 10 giorni di Hitler, Il Bunker e La caduta - Gli ultimi giorni di Hitler. Ognuno di questi film ritrae Wagner che, come prevedeva la legge nazista dell'epoca, chiede a Hitler e alla Braun di confermare che fossero di pura discendenza "ariana" prima di concludere il matrimonio. 
Wagner è stato impersonato da:
- Georg-Michael Wagner in Liberation: The Last Assault (1971).
- Andrew Sachs nel film inglese Gli ultimi 10 giorni di Hitler (1973).[3]
- John Ringham nella produzione televisiva inglese The Death of Adolf Hitler (1973).[4]
- Robert Austin nella produzione televisiva statunitense Il Bunker (1981).
- Norbert Heckner nel film tedesco La caduta - Gli ultimi giorni di Hitler (2004).[5]